# .ye
.ye является доменом верхнего уровня для Йемена.

## Правила .YE
Чтобы зарегистрировать домен .YE, необходимо, чтобы компания была зарегистрирована локально. Однако некоторые регистраторы предоставляют услуги местного присутствия для клиентов, не являющихся йеменцами. Доменные имена должны быть размещены в Йемене.

## Домены второго уровня
Существует восемь доменов второго уровня:
- com.ye: Коммерческие организации
- co.ye: Компании
- ltd.ye: Компании с ограниченной ответственностью
- me.ye: Частные лица
- net.ye: Сетевые провайдеры
- org.ye: Некоммерческие организации
- plc.ye: Открытые компании
- gov.ye: Правительство и государственная система

## Домен .اليمن
Второй популярный домен будет использоваться для Йемена, предназначенный для доменных имен на местном языке. ДВУ. اليمن. был зарегистрирован и утверждён для этой цели в марте 2011 года, но не был активирован, и домены более низкого уровня не были предоставлены в то время.